# Liste des cours d'eau d'Autriche

Bassins versants de l'Autriche :
Rhin
Elbe
Danube

Les cours d'eau d'Autriche sont répartis en mille cinq cents bassins versants. Celui du Danube est de loin le plus important (80 566 km2). Les bassins versants du Rhin (2 366 km2) et de l'Elbe (918 km2) ne concernent que les franges occidentale et septentrionale du pays.

## Les fleuves et rivières d'Autrichepar bassin versant

### Bassin duDanube
- Iller : entièrement en Allemagne
  - Breitach
- Lech
  - Formarinbach (de)
  - Spullerbach (de)
  - Rotlech (de)
  - Archbach
  - Vils
- Isar
  - Loisach
- Inn
  - Sanna
    - Trisanna
    - Rosanna

  - Pitze
  - Ötztaler Ache
    - Venter Ache
    - Gurgler Ache

  - Sill
    - Ruetz

  - Voldertalbach
  - Wattenbach
  - Vomper Bach
  - Ziller
    - Zemmbach
      - Tuxbach

    - Gerlosbach

  - Brandenberger Ache
  - Wildschönauer Ache
  - Wörgler Bach
  - Brixentaler Ache
  - Rochenbach (de)
  - Kieferbach
  - Salzach
    - Krimmler Ache
    - Obersulzbachtal
    - Untersulzbachtal
    - Mühlbach
    - Fuscher Ache
    - Rauriser Ache (de)
    - Gasteiner Ache
    - Lammer
    - Saalach

  - Mattig
  - Antiesen
  - Pram
- Ranna
- Große Mühl
  - Steinerne Mühl
- Kleine Mühl
- Innbach
  - Aschach
    - Dürre Aschach
    - Faule Aschach
- Rodl
  - Große Rodl
  - Kleine Rodl
- Traun
  - Ager
    - Vöckla
    - Aurach
    - Redlbach

  - Alm
    - Laudach

  - Krems
- Gusen
  - Große Gusen
  - Kleine Gusen
- Enns
  - Salza
    - Radmerbach
    - Lassingbach

  - Palten
  - Steyr
    - Krumme Steyr (de)
    - Teichl
    - Steyrling
    - Paltenbach
    - Krumme Steyrling
- Aist
  - Feldaist
  - Waldaist
    - Schwarze Aist
    - Weiße Aist
- Naarn
  - Große Naarn
  - Kleine Naarn
- Ysper
- Ybbs
  - Neuhauser Bach
  - Lunzer Seebach
  - Göstlingbach
  - Kleine Ybbs
  - Url (de)
- Erlauf
  - Große Erlauf
  - Kleine Erlauf
  - Ötscherbach
  - Lassingbach (de)
  - Jeßnitz (de)
  - Feichsen
- Melk
  - Mank (de)
- Pielach
  - Natters
  - Sierning (de)
- Fladnitz
- Krems
- Traisen
  - Türnitz
  - Unrechttraisen
  - Gölsen
- Kamp
  - Großer Kamp
  - Kleiner Kamp
  - Zwettl
  - Purzelkamp
  - Taffa
    - Große Taffa
    - Kleine Taffa
- Perschling
- Große Tulln
- Kleine Tulln
- Schmida
- Göllersbach
- Donaugraben (de)
- Vienne
- Schwechat
  - Triesting
  - Liesing
- Fischa
  - Piesting
- Rußbach
- Morava
  - Thaya
    - Thaya allemande
    - Thaya morave
    - Fugnitz
    - Pulkau

  - Zaya
- Leitha
  - Schwarza
  - Pitten
- Rabnitz
  - Schwarzenbach
  - Wulka
  - Ikva
- Raab
  - Rabnitzbach
    - Laßnitz (rivière) (de)

  - Lafnitz
    - Feistritz

  - Pinka
    - Tauchenbach (de)
    - Zickenbach (de)
    - Strem (de)

  - Güns
    - Zöbern (de)
- Drave
  - Isel
  - Möll
  - Lieser
  - Gail
  - Gurk
    - Glan

  - Lavant
  - Mur
    - Lassnitzbach (de)
    - Liesing
    - Vordernbergerbach
    - Mürz
    - Kainach (de)
    - Sulm

### Bassin duRhin
- Ill
  - Klostertalerbach
  - Verbellabach
  - Valschavielbach
  - Alfenz
  - Balbierbach (de)
  - Litz
  - Alvier (en)
  - Schesa
  - Lutz
  - Meng (en)
  - Samina
- Frutz
  - Frödisch (de)
  - Ratzbach
  - Klausbach
- Ehbach
- Dornbirner Ach
  - Fischbach
  - Schwarzach (de)
  - Rheintalbinnenkanal (de)
    - Emmebach
    - Emsbachl
    - Landgraben

  - Lustenauer Kanal
- Bregenzer Ach
  - Subersach
  - Rotach
  - Weißach
    - Bolgenach

  - Mellenbach
  - Argenbach (de)
- Leiblach

### Bassin de l'ElbeenRépublique tchèqueet enAllemagne
- Vltava en République tchèque
  - Maltsch
  - Lainsitz
    - Braunaubach
    - Reißbach